# Amédée Hardy
Pour les articles homonymes, voir Hardy.
Léopold Amédée Hardy (Paris, 8 mars 1829 - Sainte-Geneviève-des-Bois, 4 septembre 1894) est un architecte français. 

## Formation
Il étudie l'architecture à l'École des beaux-arts de Paris dont il obtient le diplôme en 1845. 
Il est architecte-adjoint de la section française à l'Exposition universelle de Londres en 1862, puis architecte en chef pour les deux Expositions Universelles de Paris, celle de 1867, avec l'ingénieur Jean-Baptiste Krantz puis celle de 1878, avec l'ingénieur Henri de Dion.
Nommé architecte diocésain de Nancy le 3 février 1873, il est ensuite chargé des édifices diocésains d'Albi (3 mars 1879), de Cambrai (31 décembre 1883), puis de Limoges (30 janvier 1892-1894). Il souhaitait en fait un poste d'inspecteur général.

## Réalisations

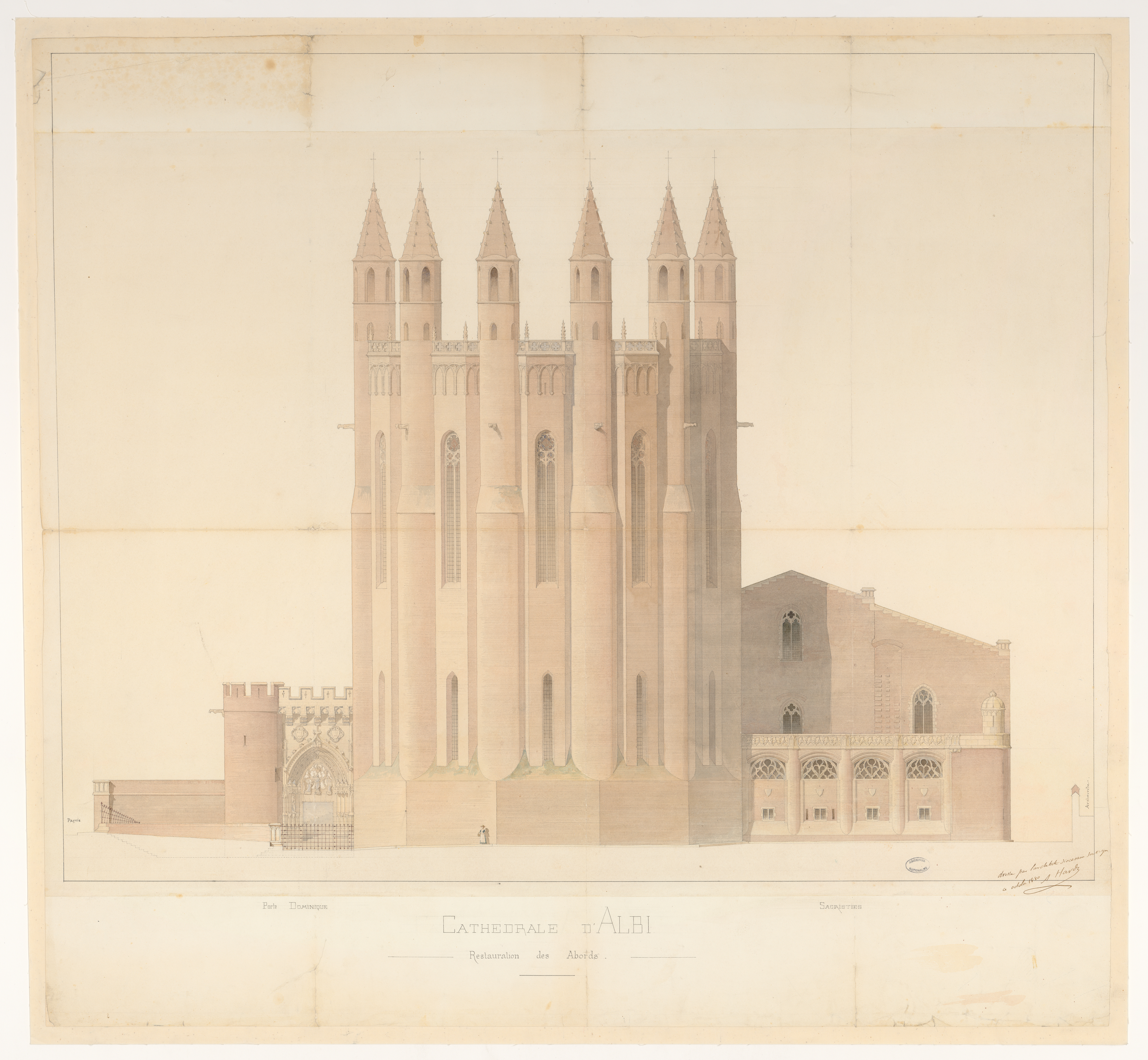
Plan de la cathédrale d'Albi, 1880 - Archives nationales France

En tant qu'architecte diocésain, il est chargé des travaux de restauration des cathédrales d'Albi (1879 à 1883), Cambrai ou encore Limoges.
Outre le Palais du Champ-de-Mars de l'Exposition universelle de 1878 à Paris, édifice détruit ensuite, mais aussi l'usine textile Dollfus-Mieg et Cie à Belfort (1878), on lui doit notamment les plans de la Basilique Notre-Dame-du-Rosaire à Lourdes, construite entre 1883 et 1889, et de l'Église Saint-Joseph de Nancy bâtie de 1890 à 1896.

## Distinctions
- Officier de la Légion d'honneur en 1878[5]